# Amway
Amway è un'azienda statunitense operante nel settore del multi-level marketing. Gli articoli commercializzati sono prodotti di bellezza, prodotti per la casa, per l'igiene personale e integratori alimentari.

## Storia
L'azienda, fondata nel 1959 da Richard DeVos e Jay Van Andel, ha sede ad Ada Township, nella contea di Kent in Michigan.
Amway si espanse in Canada nel 1968, in Australia nel 1971, in alcuni stati europei nel 1973, in parti dell'Asia nel 1974, in Giappone nel 1979, in America Latina e Italia nel 1985, in Cina nel 1995, in Africa nel 1997, in India e Paesi scandinavi nel 1998, Russia nel 2005, Vietnam nel 2008 e Bulgaria nel 2014.
Negli Stati Uniti e in altri paesi l'azienda venne messa sotto inchiesta nel 1975 da parte di enti come la United States Federal Trade Commission (FTC), per sospette pratiche di marketing piramidale. Il procedimento si concluse nel 1979 con atto relativo (93 F.T.C. 618) che escluse che Amway avesse costituito uno schema piramidale, ma condannò l'azienda per aver imposto i prezzi (pratica vietata dalla legislazione statunitense) e per aver pubblicizzato guadagni eccessivi. 
L'azienda fu quindi costretta a indicare sempre in fase di reclutamento i guadagni medi reali (inferiori a 100 dollari mensili) e il fatto che la metà dei distributori non ottenesse alcun guadagno. Tali disposizioni sono state violate in una campagna pubblicitaria del 1986, facendo sì che l'azienda venisse sanzionata per 100 000 dollari. Una class action del 2007 negli Stati Uniti si è conclusa con un accordo che ha previsto il pagamento da parte di Amway di 56 milioni di dollari ai querelanti e ai loro legali.